# Художественный музей имени Ц. С. Сампилова
Худо́жественный музе́й и́мени Ц. С. Сампи́лова (бывший Музей изобразительных искусств им. Ц. С. Сампилова, бур. Ц. С. Сампиловай нэрэмжэтэ Уран hайханай музей) — крупнейший в России музей бурятского искусства и один из крупнейших в Сибири художественных музеев. Расположен в столице Республики Бурятия городе Улан-Удэ.

## История создания
Идея создания национального художественного музея возникла в рядах интеллигенции Бурятии задолго до его открытия. В 1940 году в столице Советского Союза, Москве, впервые была проведена Декада искусства и литературы Бурят-Монгольской АССР (БМ АССР). На выставке в Государственном музее восточных культур было представлено около 700 произведений живописи, графики, скульптуры и декоративно-прикладного искусства. Во вступительной статье к каталогу выставки «Изобразительное искусство Бурят-Монгольской АССР» Р. С. Мэрдыгеев писал об исторических корнях бурятского искусства, а также о необходимости создания в Улан-Удэ музея, где могли бы храниться и демонстрироваться произведения художников Бурят-Монголии. 
Большой успех выставки поставил остро вопрос об открытии художественного музея, который должен был стать хранилищем произведений, закупленных с выставки. А, в широком смысле, центром  изобразительного искусства Бурятии, сочетающего реалистическое видение мира с глубокими национальными традициями.
Неустанная работа первых бурятских художников Ц. С. Сампилова, А. А. Окладникова, Р. С. Мэрдыгеева, Г. Е. Павлова по организации художественного музея выражалась в письмах-обоснованиях правительству республики, в выступлениях на различных совещаниях и конференциях.
Данная идея была поддержана руководством страны и республики. В целях дальнейшего развития бурят-монгольского национального искусства совместным Постановлением СНК Бурят-Монгольской АССР и бюро Бурятского обкома ВКП(б) от 20.20.1943 за № 245 было решено открыть в Улан-Удэ Государственный художественный музей с выделением освобожденного здания пожарной охраны НКВД по улице Ленина, 13.
Основой фондов музея послужили произведения бурятских художников. В соответствии с пунктом 3 Постановления СНК БМ АССР от 03.03.1944 за № 82 «Все экспонаты, имеющие художественную ценность и находящиеся в фондах и на хранении Историко-краеведческого, Антирелигиозного, Кяхтинского музеев БМ АССР, в Доме народного творчества и в театрах, как-то живопись, графика, скульптура, резьба по дереву, чеканные изделия, изделия из папье-маше, фарфоровые изделия, керамика, художественное литьё, художественная мебель и т. п. передать безвозмездно организуемому Государственному художественному музею, и через Всесоюзный комитет по делам искусств при СНК СССР» (ФР 1664. Оп.1 Д.2 Л.1).
Директором был назначен народный художник Бурятии Р. С. Мэрдыгеев.
В январе 1946 года официально открылась первая экспозиция музея для посетителей. С 1947 года в дар музею поступают подлинники работ известных русских художников конца XVIII — начала XX веков из Государственного Русского музея (г. Ленинград).
В 1966 году музею было присвоено имя основоположника профессионального искусства Бурятии народного художника республики, заслуженного деятеля РСФСР Ц. С. Сампилова. С 2011 года входит в состав Государственного автономного учреждения культуры РБ «Национальный музей Республики Бурятия».
Наиболее заметными и значимыми явились такие выставки как Всероссийская художественная выставка «Мы строим БАМ», «Рисуют дети Японии», экспозиции из Китая, Монголии, Америки, Индии, персональные выставки бурятских художников Ц. С. Сампилова, А. И. Тимина, М. Е. Шестаковой, А. А. Окладникова, Ф. И. Балдаева, Д. Г. Пурбуева, А. О. Цыбиковой, Б. С. Садыкова и др.
В залах музея экспонировались выставки с Украины, из Узбекистана, Якутии, Тувы. Музей участвовал во всех крупных выставочных проектах, показывая достижения в развитии национального искусства в стране и за рубежом. Масштабные выставки музея проходили в 1960-е — 1980-е годы в Москве, Ленинграде, в столицах союзных республик Алма-Ате, Баку, Ереване, а также в Индии, Франции, Японии.

## Коллекция музея

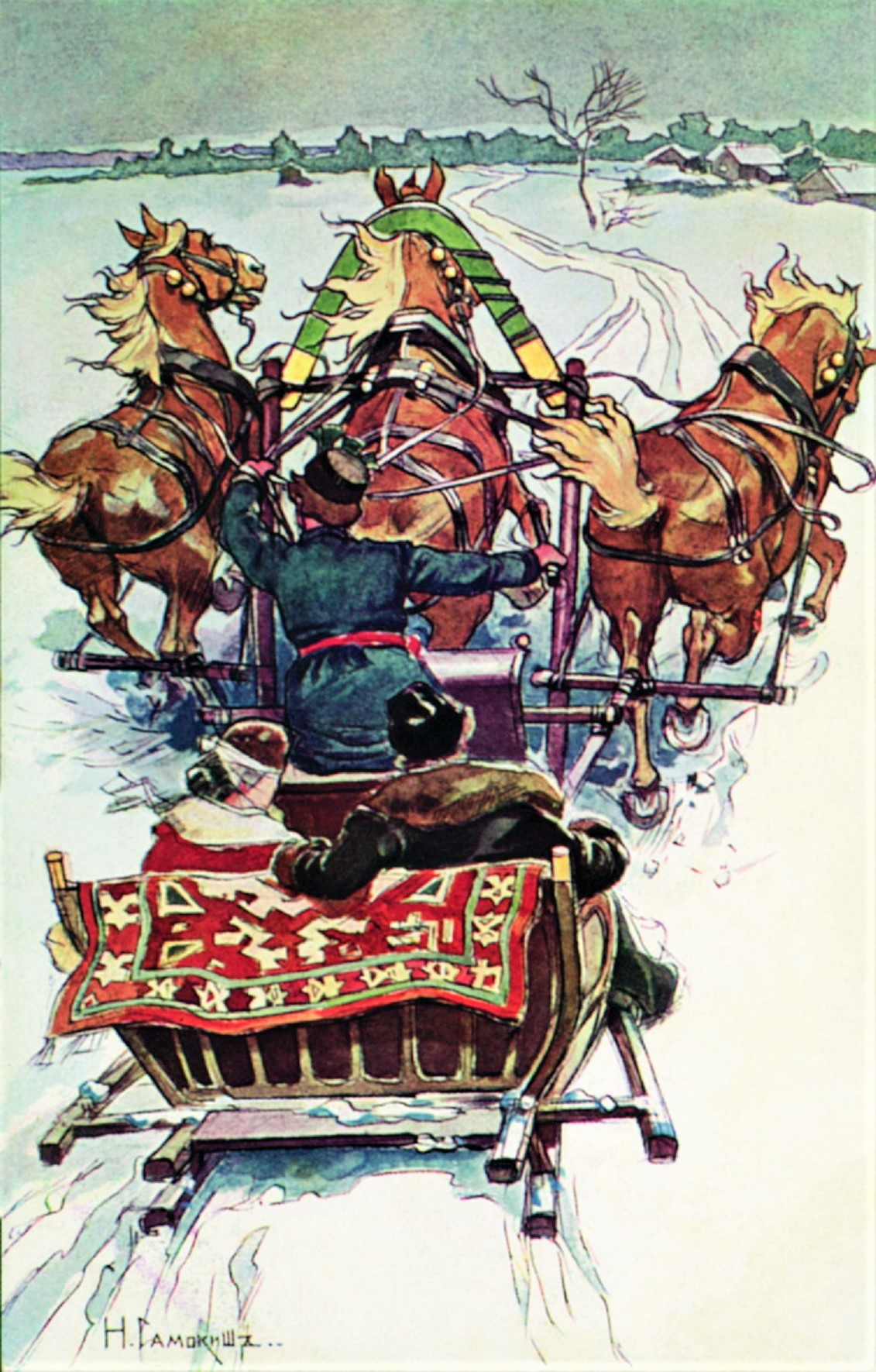
Н. С. Самокиш. Катанье. Из собрания музея

Коллекция музея формировалась на протяжении 70 лет. В настоящее время она насчитывает 8 657 предметов основного фонда произведений изобразительного искусства всех культур и народов, проживающих на территории Бурятии и России, из них 8 592 предметов основного фонда. 
Наиболее ценные и уникальные коллекции: 
- Серебро Бурятии — 998 единиц хранения.
- Искусство Бурятии XX века (живопись, графика, ДПИ и скульптура) — 7445 ед. хр.
- Русское искусство XIX — начала XX вв. — 214 ед. хр.

Современная экспозиция музея открывается представлением декоративно-прикладного искусства Бурятии, многие виды которого стали национальным брендом республики. Так, гобелены из конского волоса, выполненные профессиональными художниками, можно встретить только в Республиканском художественном музее.
Очень эффектны экспозиции "Троны Гэсэра и его жены", в которых органично сочетается резьба и традиционная роспись по дереву. Музей представляет также уникальное ювелирное искусство Бурятии.
В отдельном зале представлены старинные и современные мужские и женские украшения из серебра с включением коралла, лазурита и малахита.
Фотовыставка "Тропой сострадания" подарена музею индийским учёным-буддологом Беной Бёхлем. На фотографиях запечатлены буддийские храмы и скульптуры Индии, Непала, Шри-Ланки. Беной Бёхль лично посетил священные труднодоступные места и запечатлел в фотографиях уникальные храмовые комплексы.

## Общие данные музея
- экспозиционно-выставочная — 1412,6 м2
- фондохранилища — 659,8 м2

Количество сотрудников музея — 42 чел., в том числе научных сотрудников — 11 чел.

## Деятельность музея
Основная работа музея — хранение, собрание и широкая популяризация изобразительного искусства в залах музея, на передвижных выставках, научно-исследовательское изучение фондов на основе теории мирового искусства. 
Одной из самых важных форм музейной работы стала выставочная деятельность музея.
Музей работает в тесном контакте с Союзом художников Республики Бурятии. Большое значение придается персональным выставкам членов Союза художников.
Помимо своей основной деятельности республиканский художественный музей им. Ц. Сампилова является координирующим центром народных музеев и картинных галерей Республики Бурятии .
Музей занимается активной пропагандой изобразительного искусства — осуществляет экскурсии, лекции, беседы, методическую помощь, выпуск буклетов, каталогов выставок, показ видеофильмов по изобразительному искусству.

### Крупные выставочные проекты
- «Один год из жизни художника». Зорикто Доржиев. Галерея «Ханхалаев» — г. Москва. 2010 г.
- «Феномен Пандито Хамбо Ламы Итигэлова» — НКУ «Институт Пандито Ламы Итигэлова». 2010 г.

### Основные экскурсии
- Русское искусство XVIII века
- Русское академическое искусство XIX века
- Искусство передвижников
- Искусство рубежа веков
- Бурятская живопись первой половины XX века
- Бурятское искусство второй половины XX века
- Бурятское декоративно-прикладное искусство
- Ювелирное искусство Бурятии[4]

### Образовательные услуги
Лекционные циклы: "Галереи мира", "Русское искусство", "Бурятское изобразительное искусство", "Художники Бурятии", "Серебро Бурятии", "Гобелены Бурятии", "Декоративно-прикладное искусство", "Передвижники", "Искусство XX века", "Советские художники о войне", "Современные бурятские художники о войне", "Плакаты Великой Отечественной войны", "Виды и жанры изобразительного искусства".
Музейные уроки для школьников: "Здравствуй, музей", "Знакомьтесь, музей".

### Издания, выпущенные музеем
- Иллюстрированные календари "Бурятское изобразительное искусство", г. Улан-Удэ, РХМ, 2009 г.
- "Серебро Бурятии", г. Улан-Удэ, РХМ, 2009 г.
- Путеводитель "Республиканский художественный музей имени Ц.С. Сампилова", г. Улан-Удэ, РХМ, 2009 г.
- Наборы открыток "Произведения художников Бурятии", собрания Республиканского художественного музея имени Ц.С. Сампилова (выпуск №1, 2004 г., г. Улан-Удэ, РХМ; выпуск №2, 2005 г., г. Улан-Удэ, РХМ; выпуск №3, 2006 г., г. Улан-Удэ, РХМ)[4].